# Château de Villeneuve (Martigné-Briand)
Pour les articles homonymes, voir Château de Villeneuve.
Le château de Villeneuve est un château situé à Martigné-Briand, en France.

## Localisation
Le château est situé dans le département français de Maine-et-Loire, sur la commune de Martigné-Briand à Terranjou.

## Historique
L'édifice est inscrit au titre des monuments historiques en 1992.